# Raziel

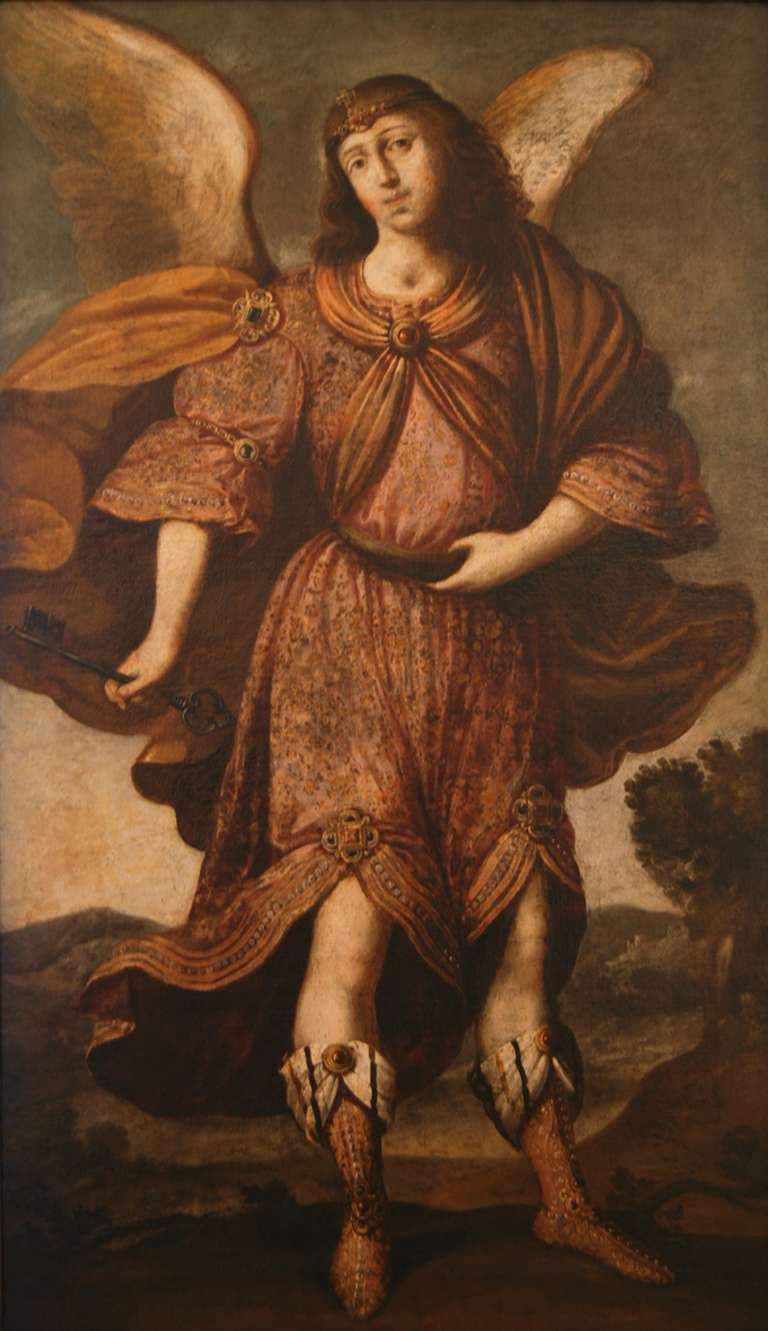
École de Francisco de Zurbarán, Raziel, vers 1650.

Raziel (en hébreu רזיאל ; Rāzīʾēl) est dans le judaïsme un ange de la Kabbale dont le nom signifie « secret (רז) de Dieu (אל) », et dont la fonction est précisément de révéler les secrets de Dieu. Il est souvent comparé à l'ange Gallitsour, révélateur des secrets de Dieu dans le Sefer ha-Yashar (Aggada). « Gardien des secrets » et « ange des mystères et du rire », il est associé à la sephirah Chokmah (la deuxième de dix) dans Beri'ah, l'un des quatre mondes de la Kabbale

## Tradition
Absent de la Bible, sa première apparition semble être sa mention dans le targoum Ecclésiaste, écrit autour de l'an 500. Divers enseignements attribuent à Raziel divers rôles, dont celui de chérubin, membre des Ophanim et chef des Erelim. 
Raziel, sous le nom alternatif de Galitsur (« Révélateur du Rocher »), est décrit comme le « prince dirigeant du 2ème Ciel ». On dit qu'il montre la « sagesse divine de la Torah » et protège les anges serviteurs des créatures vivantes qui soutiennent l'univers,. 
On le retrouve également dans le Sefer HaZohar (1, 55b) où il apparaît à Adam comme révélateur d'un livre de la sagesse.  
Au XIIIe siècle, le cabbaliste et philosophe Abraham Aboulafia écrit sous le pseudonyme Raziel, qui a la même gematria que son nom.

## Sefer Raziel HaMalakh
Raziel joue un rôle important dans la littérature médiévale, que ce soit dans les Sefer Raziel hébreu et latin, ou dans le Sefer ha-Razim.  
Le célèbre Sefer Raziel HaMalakh (« Livre de l'Ange Raziel ») attribué à ce personnage contiendrait toutes les connaissances secrètes et serait considéré comme un livre de magie. Raziel se tient près du trône de Dieu, et par conséquent entend et écrit tout ce qui est dit et discuté. Il aurait donné le livre à Adam et Eve après qu'ils ont mangé à l'arbre de la connaissance du bien et du mal, ce qui a entraîné leur expulsion de l'Éden, afin que les deux puissent retrouver leur chemin de retour « chez eux » et mieux comprendre leur Dieu. Les autres anges, qui sont profondément perturbés par cela, volent le livre à Adam et le jettent dans l'océan. Dieu lui-même décide de ne pas punir Raziel, mais récupère le livre au moyen de l'ange Rahab et le rend à Adam et Ève. Bertie considère cette histoire, non attestée dans la Bible, comme une variante de l'histoire de Prométhée dans la mythologie grecque.  
Selon certaines sources, le livre a été transmis de génération en génération à Hénoch (dans le 3 Hénoch, il devient l'ange Metatron), qui a peut-être incorporé ses propres écrits dans le Livre. L'archange Raphaël l'a ensuite donné à Noé, qui a utilisé la sagesse à l'intérieur pour construire l'Arche de Noé. On a dit que le Livre de Raziel est entré en possession de Salomon (roi d'Israël) ; un certain nombre de textes prétendant être ce livre sont apparus récemment.

## Culture populaire
Raziel est un des personnages principaux dans la série de jeux vidéo Legacy of Kain.
Raziel est l'ange qui donna leurs pouvoirs aux « chasseurs d'ombres » dans la série de romans fantasy de Cassandra Clare, La Cité des ténèbres.